# الدعارة في سويسرا

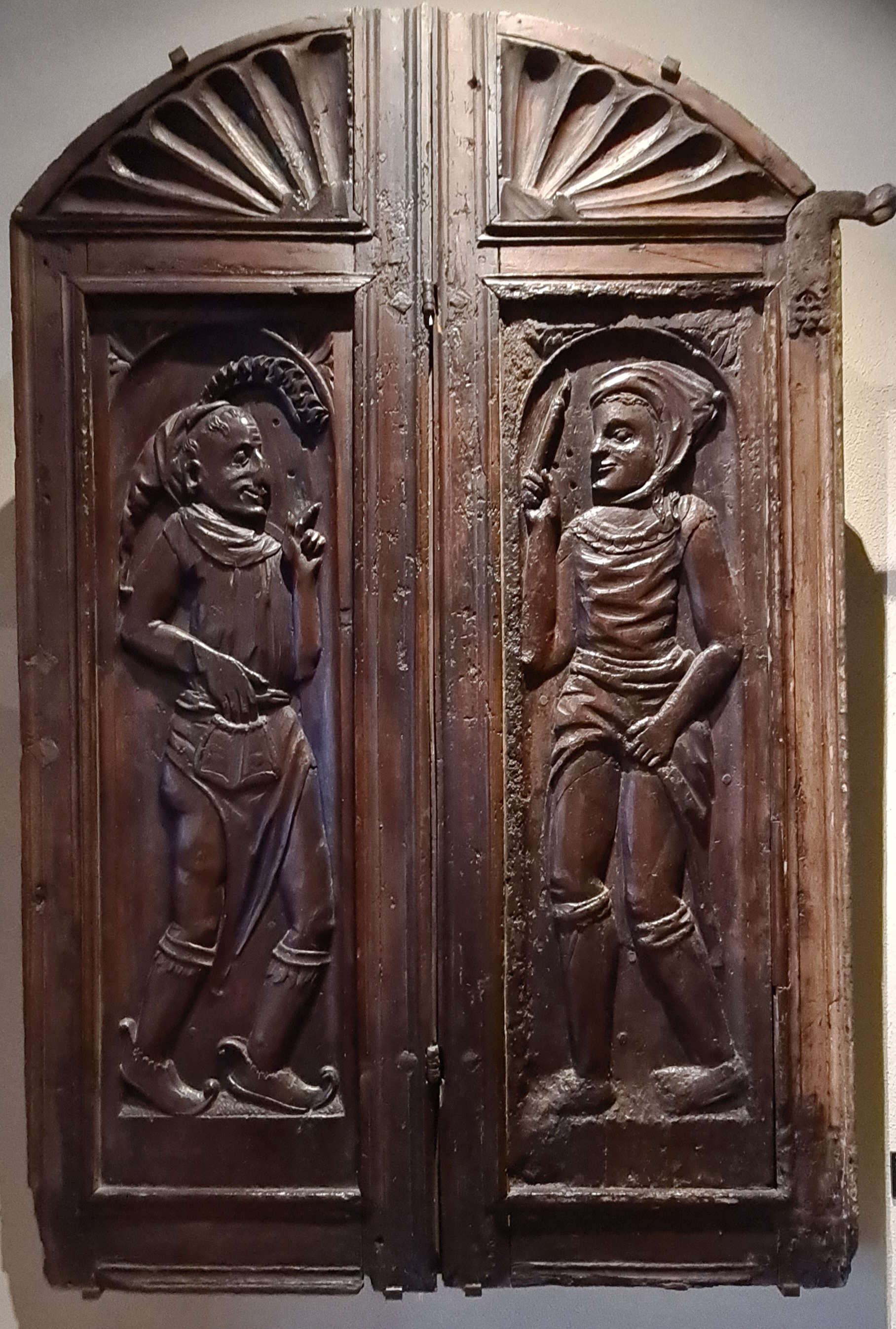
لافتة خشبية لبيت دعارة في شارع دي بيل-في بجنيف، تعود إلى لقرن الخامس عشر، معروضة في متحف تافيل هاوس.

الدعارة في سويسرا قانونية وبشكل منظم، حيث تم تقنين هذا المجال منذ عام 1942 وذلك بعد ارتفاع كبير في نسبة الاتجار البشر مما اضطر السلطات إلى تقنين المجال بدل دفع الناس إلى الدعارة ومعظم أشكال القوادة غير القانونية. تحصل بيوت الدعارة في سويسرا على رخصة تُخول لها العمل كما تُرخص مراكز استقبال العاهرات مثل الشقق الصغيرة أو النوادي الليلية وغيرها.
يُقدر عدد العاملين في مجال الجنس والدعارة بـ 5000 شخص في مدينة زيوريخ وحدها.
الغالبية العظمى من العاملين في مجال الجنس والدعارة هم عمال أجانب من الأمريكتين خاصة من أوروبا الوسطى أو الشرق الأقصى، وفي السنوات الأخيرة ارتفع عدد العاملين في هذا المجال حيث باتت العديد من الداعرات تعملن من خلال الترويج لعملهن بواسطة الإعلانات في الصحف أو الإعلانات النصية القصيرة على الهواتف النقالة، بل هناك من تُروج لنفسها في الثانويات العامة وفي الشقق المستأجرة وغالبيتهن يقبلن الدفع من خلال بطاقات الائتمان.

## التاريخ
تم تقنين البغاء في سويسرا منذ عام 1942. وفي عام 1992 تم إضافة النشاط الجنسي الخارج عن إطار الزواج في القانون الجنائي المنقح وبالتالي ومنذ ذلك الحين لم تعد القوادة وكل ما يتعلق بها التماس أمر مخالف أو يعاقب عليه القانون.
اتفاق حرية تنقل الأشخاص بين سويسرا والاتحاد الأوروبي في 21 حزيران/يونيو 1999 التي تم تمديدها لتشمل كل من رومانيا وبلغاريا في عام 2009 أدى إلى زيادة في عدد العاملات في مجال الدعارة بالبلاد.
أُقيمت ما يُعرف بـ «صناديق الجنس» عام 2013 في أحد الشوارع بمدينة زيورخ حيث أصبح الشارع رمزا لدعارة الشارع، وفي العام نفسه تم وضع آلة مثبتة في المنطقة لشراء تذاكر بتكلفة 5 فرانك بقصد ممارسة الجنس مع عاهرة.
في كانون الثاني/يناير 2014 أُعلن علنا أن السجناء في سويسرا خاصة أولئك في قسم العلاج والإصلاح الاجتماعي قد سُمح لهم بزيارة العاملات بالدعارة في إحدى المناطق بالقرب من جنيف مع شرط مرافقة المعالجين الاجتماعيين.

## الوضع القانوني
في سويسرا هناك القانون الاتحادي وهو الذي قنن «مهنة» الدعارة وسمح بممارستها دون خوف من مخالفة القانون لكن وبالرغم من ذلك فهناك بعض الكانتونات التي تتوفر على قوانين خاصة بها أو بعض الأحكام الإضافية التي تُصدرها في شكل تشريعات أو لوائح، فعلى سبيل المثال شارع البغاء غير قانوني إلا في الأماكن المخصصة لذلك في المدن الكبرى. أما المادة 182 من القانون الجنائي السويسري فهي تهدف إلى مكافحة الاتجار بالبشر، بينما المادة 195 تُحدد مهنة القوادين وتحدهم بشكل أكثر قليلا مقارنة بالبغايا. هذا وتجدر الإشارة إلى أن البغايا السويسريات يعملن لحسابهم الخاص أما المهاجرين أو اللاجئين أو غيرهم من خارج الوطن فيجب عليهم التصريح بمجموعة من المعلومات مثل متى بدأن العمل في هذا المجال وأين وكيف وغيرها من الأسئلة المتعلقة بالمكان والزمان والكيفية وفي حالة ما لم يُصرحوا بهذا فقد يُعتبر ذلك خرقا للمادة 195.
يُسمح للعاهرات في سويسرا بالإعلان عما يقمن به من خلال رسائل نصية أو من خلال صحف مخصصة لهذا الغرض إلا أن بعض المقاطعات لا تسمح بذلك أو تُحاول التقليل منه قدر الإمكان، جدير بالذكر أيضا أن ممارسات وممتهنات الدعارة والبغي في سويسرا يخضن لتدقيق وكشف حسابات ويُفرض عليهن دفع الضرائب والاشتراكات في الضمان الاجتماعي. أما العاملين الأجانب في هذا المجال وبالتحديد من الاتحاد الأوروبي فيُمكن لهم الحصول على إذن للعمل داخل البلد لمدة 90 يوما في حالة ما قدموا أنفسهم إلى السلطات المدينة وخضعوا لمقابلة مع الشرطة ثم حصلوا على تأمين صحي.
العمل كعاهرة في سويسرا أمر ممكن من الناحية القانونية لكن شريطة أن يتجاوز سن العاملة ثمانية عشر سنة وذلك بهدف محاربة الاستغلال الجنسي للأطفال؛ ويعد هذا العمل إجرامي حيث تفرض السلطات في البلاد عقوبات صارمة جدا على كل من تبث تورطه في ممارسات جنسية مع فتيات دون سن الثامنة عشر. وكانت هناك بعض المطالبات عام 2013 بتخفيف هذا السن وجعله في حد السادسة عشر وذلك تماشيا مع الاتفاقية التي وقع عليها مجلس أوروبا عام 2010 إلا أن هذا لم يحصل.
أقصى عقوبة يُمكن أن يُعاقب بها من يُمارس الجنس مع فتيات دون سن الثامنة عشر هي ثلاث سنوات سجنا، أما أقصى عقوبة يُمكن أن يتلقاها القواد الذي يُساهم ويسهل الطريق للقاصرات للعمل في هذا المجال فهي سنة واحدة سجنا نافذا وذلك حسب ما جاء في المادة 196 من قانون العقوبات السويسري.

## مربعات الجنس
تُتبث السلطات المحلية في زيوريخ مرآب عبارة عن «مربعات جنسية» (تُدعى في سويسرا بـ Verrichtungsboxen) وذلك بهدف حماية رجال الأعمال في الشوارع من المومسات والعاهرات اللائي قد يعترضن طريق الرجال في كل مرة. وافق الناخبين عام 2012 على إنشاء ما يُعرف اليوم بـ «صناديق الجنس» في مدينة زيوريخ وذلك بهدف السيطرة على الضواحي التي تعرف انشارا كبيرا للعاهرات؛ حيث توضع هذه الصناديق في عشرات الشوارع وتنصح الزوار أو المارين بالذهاب إلى الشارع الفلاني في حالة ما رغب في ممارسة الجنس بشكل قانوني، وقد وصفت السلطات المحلية في العاصمة السويسرية هذه الفكرة بالرائعة وبأنها «نجحت» في تقنين «المهنة» إلى حد ما مقارنة بما كانت تُقدمه مربعات الجنس، لكن وبالرغم من ذلك فعدد من العاملات في مجال الدعارة صرحن بأن أرباحهن شهدت تراجعا كبيرا بعد إقرار الصناديق مقارنة بما كانت عليه من قبل. هذا وتجدر الإشارة إلى أن هذه التدابير قد تعرضت للانتقاد من قبل العديد من المنظمات لأسبابٍ عدة.

## شوارع الضوء الأحمر
هناك ضوء أحمر في بعض المناطق في أهم المدن السويسرية مثل زيوريخ، برن (خاصة شارع لورين) جنيف (شارع ليه باكيس)، لوزان (شارع سيفيلين) ولوغانو (شارع لوريتو) وترمز تلك الأضواء الحمراء إلى أن الشارع يضم منازل مخصصة للدعارة المقننة للراغبين بالاستمتاع بها.